# نينغ بايزورا
نينغ بايزورا بنت حمزة أو نينغ بايزورا (28 يونيو 1975 –) هي ممثلة ومغنية ماليزية. ولد في كاجانغ، سلاغور، بدأ مسيرته الموسيقية في سن 17 بعد فوزه بالمركز الثالث في مسابقة أصوات آسيا التي أقيمت في كازاخستان.

## روابط خارجية
- نينغ بايزورا على موقع IMDb (الإنجليزية)
- نينغ بايزورا على موقع ميوزك برينز (الإنجليزية)
- نينغ بايزورا على موقع قاعدة بيانات الفيلم (الإنجليزية)
- نينغ بايزورا على موقع كينوبويسك (الروسية)